# 五島市立玉之浦中学校
五島市立玉之浦中学校（ごとうしりつ たまのうらちゅうがっこう、Goto City Tamanoura Junior High School）は、長崎県五島市玉之浦町小川にあった公立中学校。略称は「玉中」（たまちゅう）。

## 概要
校訓
「創造・親和・鍛練」
校章
新・旧校章を五島市商工会のウェブサイトで閲覧できる。
新校章（現在）
- 旧・玉之浦町の町花であった椿の花弁の絵を背景に、校名略称の「玉中」の文字（横書き）を置いている。平成中学校との統合の際、新しくなった。
旧校章 - 八稜鏡の中に波の絵と玉中の文字（縦書き）を置いていた。
校歌
作詞・作曲ともに川下寅之助による。歌詞は3番まであり、各番とも校名の「玉之浦 玉之浦 我らが母校」で終わる。
校区
住所表記で「五島市玉之浦町」の後に「玉之浦、立谷（たちや）、大宝（だいほう）、小川（おがわ）、中須、幾久山（いっくやま）、上の平（かみのひら）、布浦（ぬのうら）、荒川（あらかわ）、丹奈（たんな）、頓泊（とんとまり）」が続く地区。
小学校区は五島市立玉之浦小学校、旧五島市立平成小学校。
通学方法
ほぼ全員がスクールバスで登下校する。

## 沿革
旧・玉之浦中学校
- 1947年（昭和22年）4月1日 - 学制改革（六・三制の実施）が行われる。
  - 玉之浦町第一国民学校の初等科が改組され「玉之浦町立玉之浦第一小学校」となる。
  - 玉之浦町第一国民学校の高等科と玉之浦青年学校の普通科が改組され、「玉之浦町立玉之浦第一中学校」（新制中学校）となる。当初小学校に併設される。
- 1949年（昭和24年）
  - 10月31日 - 新校舎が完成。
  - 11月5日 - 新校舎に移転を完了。
- 1951年（昭和26年）4月1日 - 「玉之浦町立玉之浦中学校」に改称。
- 1952年（昭和27年）7月15日 - 2教室を増築。
- 1960年（昭和35年）1月1日 - 校歌を制定。
- 1963年（昭和38年）3月25日 - へき地集会所が完成。
- 1971年（昭和46年）11月30日 - 改築移転のため、玉之浦小学校の2校舎を借用。
- 1972年（昭和47年）5月31日 - 改築が完了。
- 1979年（昭和54年）9月1日 - 夜間照明を設置。
- 1992年（平成4年）2月3日 - パソコンを設置。

旧・平成中学校
七岳中学校
- 1947年（昭和22年）4月1日 - 学制改革が行われる。
  - 玉之浦町第二国民学校の初等科が改組され、「玉之浦町立玉之浦第二小学校」となる。
  - 玉之浦町第二国民学校の高等科が改組され、「玉之浦町立玉之浦第二中学校」（新制中学校）となる。小学校に併設される。

- 1951年（昭和26年）4月1日 - 「玉之浦町立七岳中学校」に改称。
- 1990年（平成2年）3月31日 - 統合のため閉校。

東中学校
- 1947年（昭和22年）4月1日 - 学制改革が行われる。
  - 玉之浦町第三国民学校の初等科が改組され、「玉之浦町立玉之浦第三小学校」となる。
  - 玉之浦町第三国民学校の高等科が改組され、「玉之浦町立玉之浦第三中学校」（新制中学校）となる。小学校に併設される。

- 1951年（昭和26年）4月1日 - 「玉之浦町立東中学校」に改称。
- 1990年（平成2年）3月31日 - 統合のため閉校。

大宝中学校
- 1947年（昭和22年）4月1日 - 学制改革が行われる。
  - 玉之浦町大宝国民学校の初等科が改組され、「玉之浦町立大宝小学校」となる。
  - 玉之浦町大宝国民学校の高等科が改組され、「玉之浦町立大宝中学校」（新制中学校）となる。小学校に併設される。

- 1990年（平成2年）3月31日 - 統合のため閉校。

統合
- 1990年（平成2年）4月1日 - 玉之浦町立大宝中学校・東中学校・七岳中学校の3校統合により「玉之浦町立平成中学校」が開校。

新・玉之浦中学校
- 2003年（平成15年）4月1日 - 玉之浦町立平成中学校を統合し、旧平成中学校に校舎を移す。
- 2004年（平成16年）8月1日 - 市町村合併により、「五島市立玉之浦中学校」に改称。
- 2019年（平成31年）4月1日 - 五島市立玉之浦小学校が併設され、「五島市立玉之浦小中学校」となる[3]。

## 部活動
- バドミントン部
- 陸上部
- ソフトテニス部 - 全国中学校体育大会で個人戦優勝、九州中学校総合体育大会で団体戦優勝の戦績を持つ。

主な戦績
- 1984年（昭和59年）- 全国中学校体育大会　個人戦優勝（平松・竹中／七岳中）
- 1986年（昭和61年）- 長崎県中学校総合体育大会　団体戦優勝
- 1999年（平成11年）- 長崎県中学校総合体育大会　団体戦優勝
- 2000年（平成12年）- 長崎県中学校総合体育大会　団体戦優勝
- 2001年（平成13年）- 九州中学校総合体育大会　個人戦準優勝（柿山・宗）
- 2002年（平成14年）- 九州中学校ソフトテニス選抜大会　団体戦優勝、九州中学校ソフトテニス・インドア大会　団体戦準優勝
- 2003年（平成15年）- 長崎県スポーツ奨励顕彰受賞
- 2005年（平成17年）- 長崎県中学校総合体育大会　個人戦3位（藤田・片峰）

## 交通アクセス
最寄りのバス停
- 五島自動車 福江～荒川～大宝～玉の浦～福江線等「玉之浦中学校前」バス停

最寄りの道路・県道
- 国道364号
- 長崎県道164号玉之浦岐宿線

## 周辺
- 中川へき地保育所
- 五島市立平成小学校
- 五島警察署中須警察官駐在所